# 1934 w sztukach plastycznych
Wydarzenia w sztukach plastycznych i wizualnych w 1934 roku.

## Malarstwo
- Salvador Dalí

Atmosferyczna czaszka kopulująca z fortepianem
Widmo sex appealu
Rozmyślania o harfie (1932-34)
Atawizm o zmierzchu (Obsesyjne zjawisko)

## Rysunek

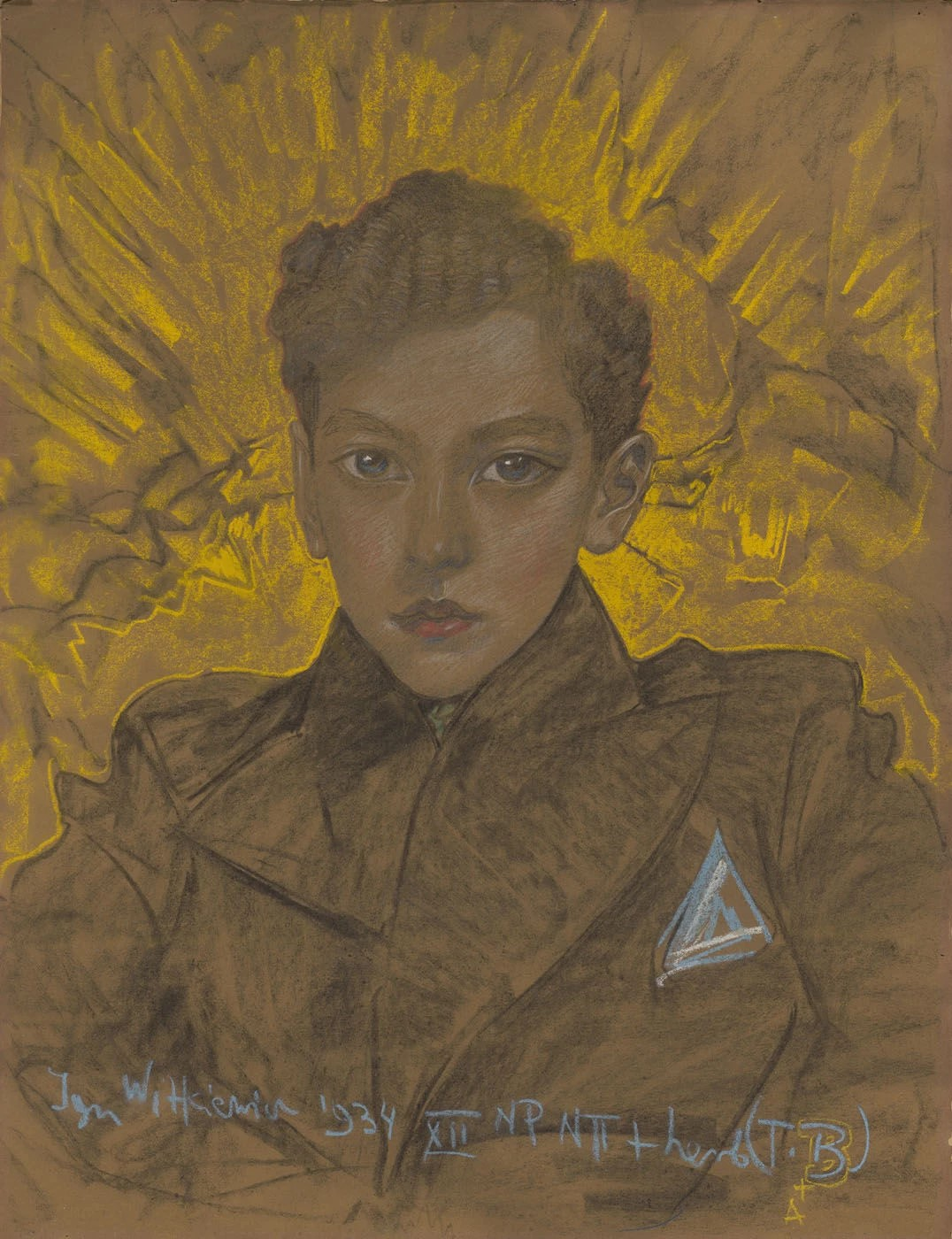
Witkacy, Portret chłopca

- Stanisław Ignacy Witkiewicz

Portret chłopca – pastel na papierze, 64,7×49,6 cm
Portret Izabeli Zborowskiej – pastel na papierze, 65x50 cm

## Grafika
- Maurits Cornelis Escher

Martwa natura z lustrzaną kulą – litografia

## Urodzeni
- 16 kwietnia – Víctor Arriagada Ríos (zm. 2012), chilijski grafik
- 15 czerwca – Jan Berdyszak (zm. 2014), polski rzeźbiarz, malarz, grafik, autor instalacji, scenograf i pedagog
- 14 lipca – Lee Friedlander, amerykański fotograf

## Zmarli
- Paul Aust (ur. 1866), niemiecki malarz i grafik
- 8 kwietnia – Władysław Skoczylas (ur. 1883), polski malarz
- 11 kwietnia – John Collier (ur. 1850), brytyjski malarz
- 23 maja – Zdenka Braunerová (ur. 1858), czeska graficzka, ilustratorka i malarka
- 13 października – Gertrude Käsebier (ur. 1852), amerykańska fotografka
- 17 października – Adolf Hölzel (ur. 1853), niemiecki malarz
- 4 grudnia – Paul Albert Besnard (ur. 1849), francuski malarz
- 28 grudnia – Pau Gargallo (ur. 1881), hiszpański rzeźbiarz